# Heidi Andersson
Pour les articles homonymes, voir Andersson.
Heidi Andersson est une combattante de bras de fer suédoise, née le 27 février 1981.

## Biographie
Heidi Andersson est onze fois championne du monde de bras de fer.
C'est la femme du biathlète Björn Ferry. Ils ont un fils né en 2011.